# Représentations diplomatiques de l'Afghanistan

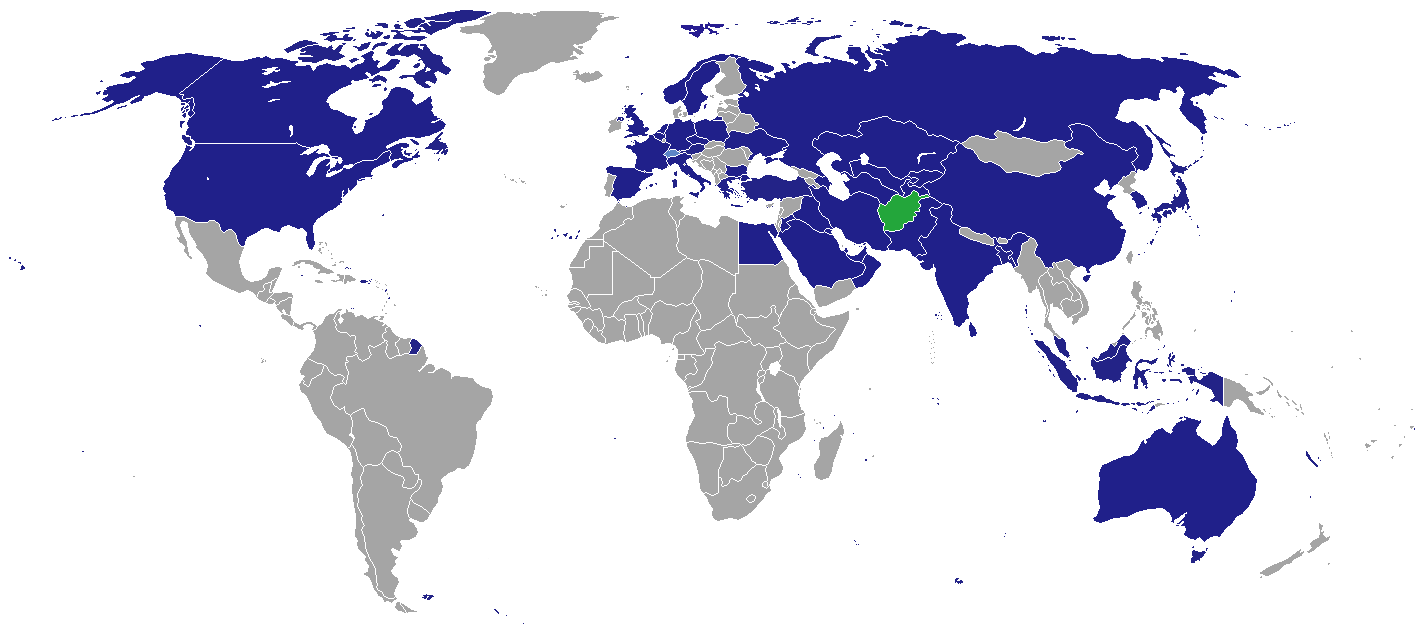
Représentations diplomatiques d'Afghanistan.

Voici les représentations diplomatiques de l'Afghanistan à l'étranger, hormis les consulats honoraires :

## Afrique
- Égypte
  - Le Caire (ambassade)

## Amérique
- Canada
  - Ottawa (ambassade)
  - Toronto (consulat général)
- États-Unis
  - Washington (ambassade)
  - Los Angeles (consulat général)
  - New York (consulat général)

## Asie
- Arabie saoudite
  - Riyad (ambassade)
  - Djeddah (consulat général)
- Azerbaïdjan
  - Bakou (Ambassade)
- Bangladesh
  - Dacca (ambassade)
- Chine
  - Pékin (ambassade)
- Corée du Sud
  - Séoul (ambassade)
- Émirats arabes unis
  - Abou Dabi (ambassade)
  - Dubaï (consulat général)
- Inde
  - New Delhi (ambassade)
  - Bombay (consulat général)
- Indonésie
  - Jakarta (ambassade)
- Irak
  - Bagdad (ambassade)
- Iran
  - Téhéran (ambassade)
  - Mashhad (consulat général)
  - Zahedan (consulat général)
- Japon
  - Tokyo (ambassade)
- Jordanie
  - Amman (Ambassade)
- Kazakhstan
  - Noursoultan (ambassade)
- Kirghizistan
  - Bichkek (ambassade)
- Koweït
  - Koweït (ambassade)
- Malaisie
  - Kuala Lumpur (ambassade)
- Oman
  - Mascate (ambassade)
- Ouzbékistan
  - Tachkent (ambassade)
- Pakistan
  - Islamabad (ambassade)
  - Karachi (consulat général)
  - Peshawar (consulat général)
  - Quetta (consulat général)
- Qatar
  - Doha (ambassade)
- Sri Lanka
  - Colombo (ambassade)
- Tadjikistan
  - Douchanbé (ambassade)
  - Khorog (consulat général)
- Turkménistan
  - Achgabat (ambassade)
- Turquie
  - Ankara (ambassade)
  - Istanbul (consulat général)

## Europe
- Allemagne
  - Berlin (ambassade)
  - Bonn (consulat général)
  - Munich (consulat général)
- Autriche
  - Vienne (ambassade)
- Belgique
  - Bruxelles (ambassade)
- Bulgarie
  - Sofia (ambassade)
- Espagne
  - Madrid (ambassade)
- France
  - Paris (ambassade)
- Italie
  - Rome (ambassade)
- Norvège
  - Oslo (ambassade)
- Pays-Bas
  - La Haye (ambassade)
- Pologne
  - Varsovie (ambassade)
- Tchéquie
  - Prague (ambassade)
- Royaume-Uni
  - Londres (ambassade)
- Russie
  - Moscou (ambassade)
- Suède
  - Stockholm (ambassade)
- Suisse
  - Genève (consulat)
- Ukraine
  - Kiev (ambassade)

## Océanie
- Australie
  - Canberra (ambassade)

## Organisations internationales
- Bruxelles  (mission permanente auprès de l'Union européenne)
- Genève  (mission permanente auprès de l'Organisation des Nations unies)
- New York (mission permanente auprès de l'Organisation des Nations unies)
- Paris (mission permanente auprès de l'UNESCO)
- Rome (mission permanente auprès de l'Organisation des Nations unies pour l'alimentation et l'agriculture)
- Vienne (mission permanente auprès de l'Organisation des Nations unies)

## Galerie

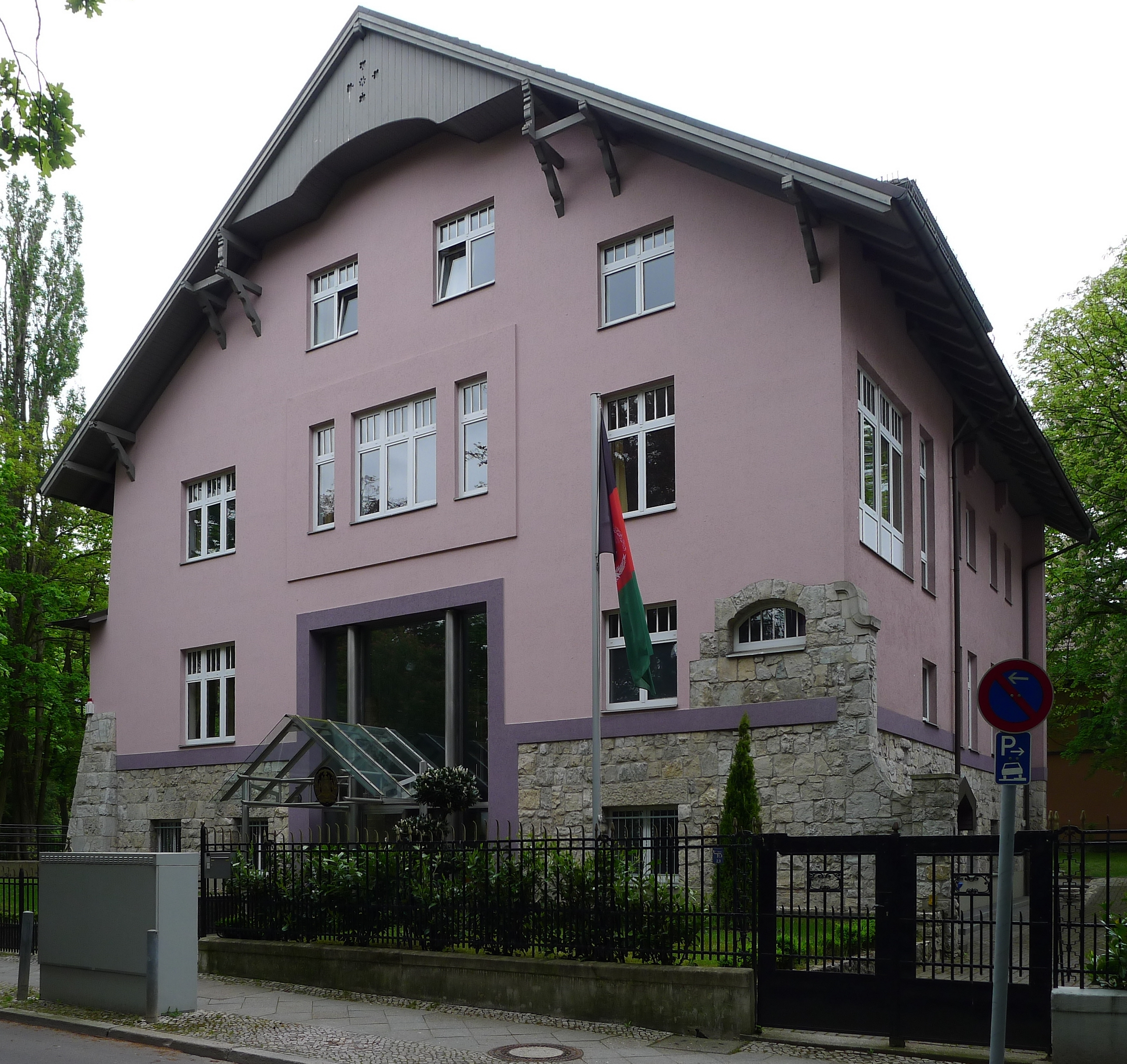
Ambassade à Berlin.
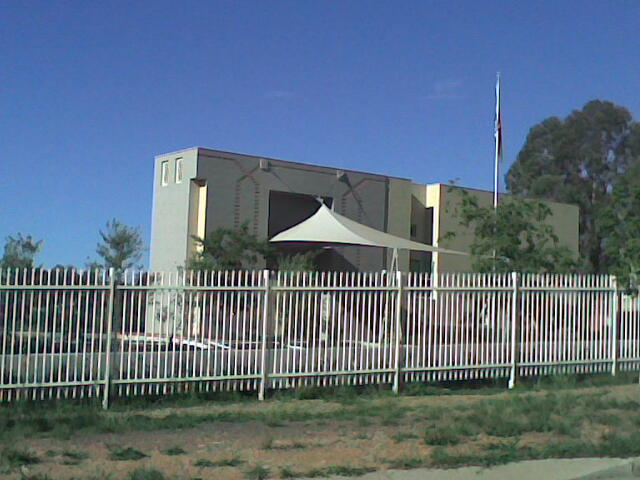
Ambassade à Canberra.
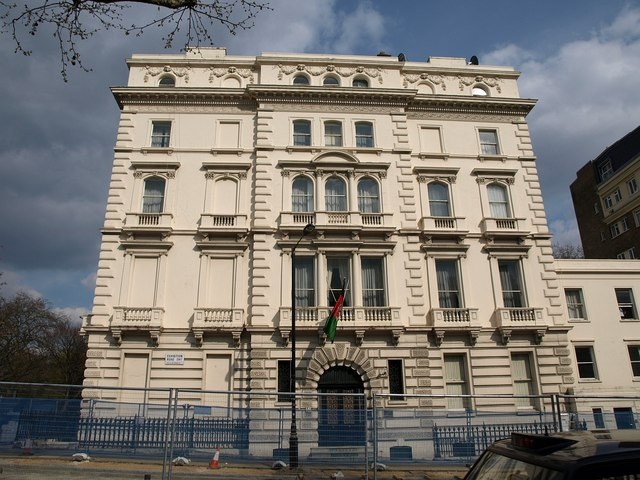
Ambassade à Londres.
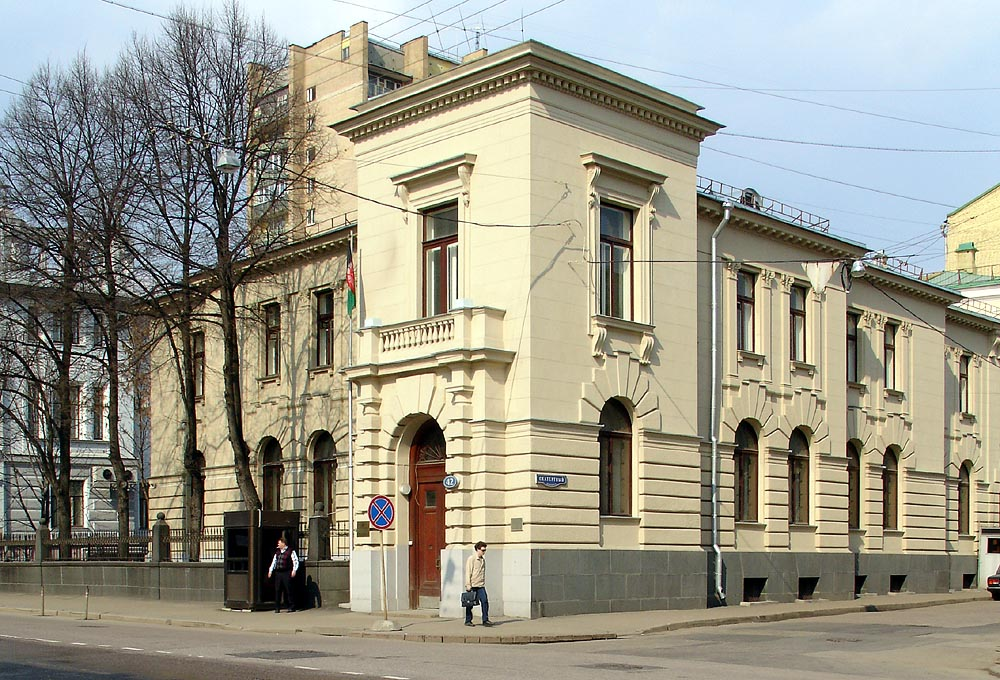
Ambassade à Moscou.
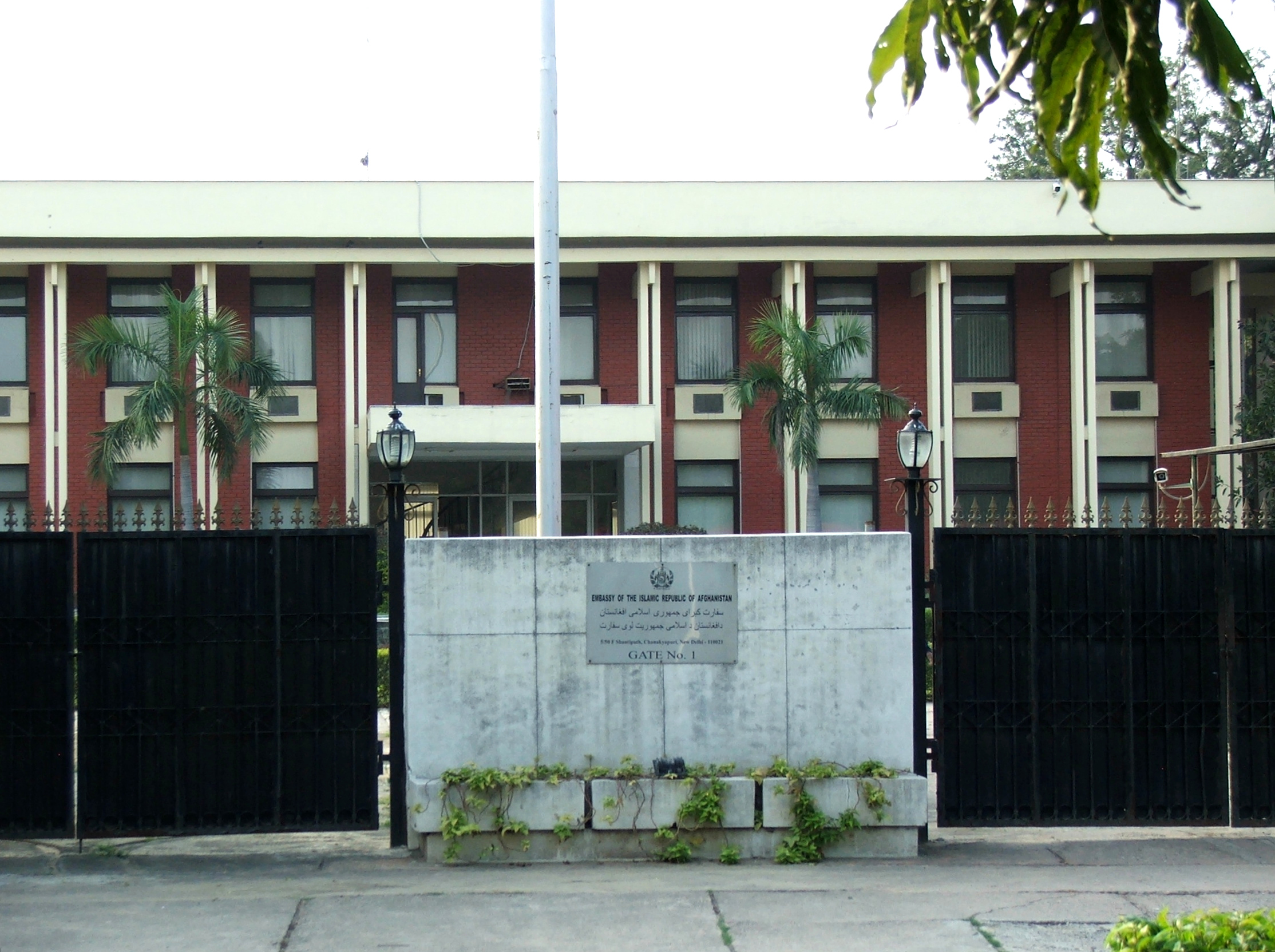
Ambassade à New Delhi.
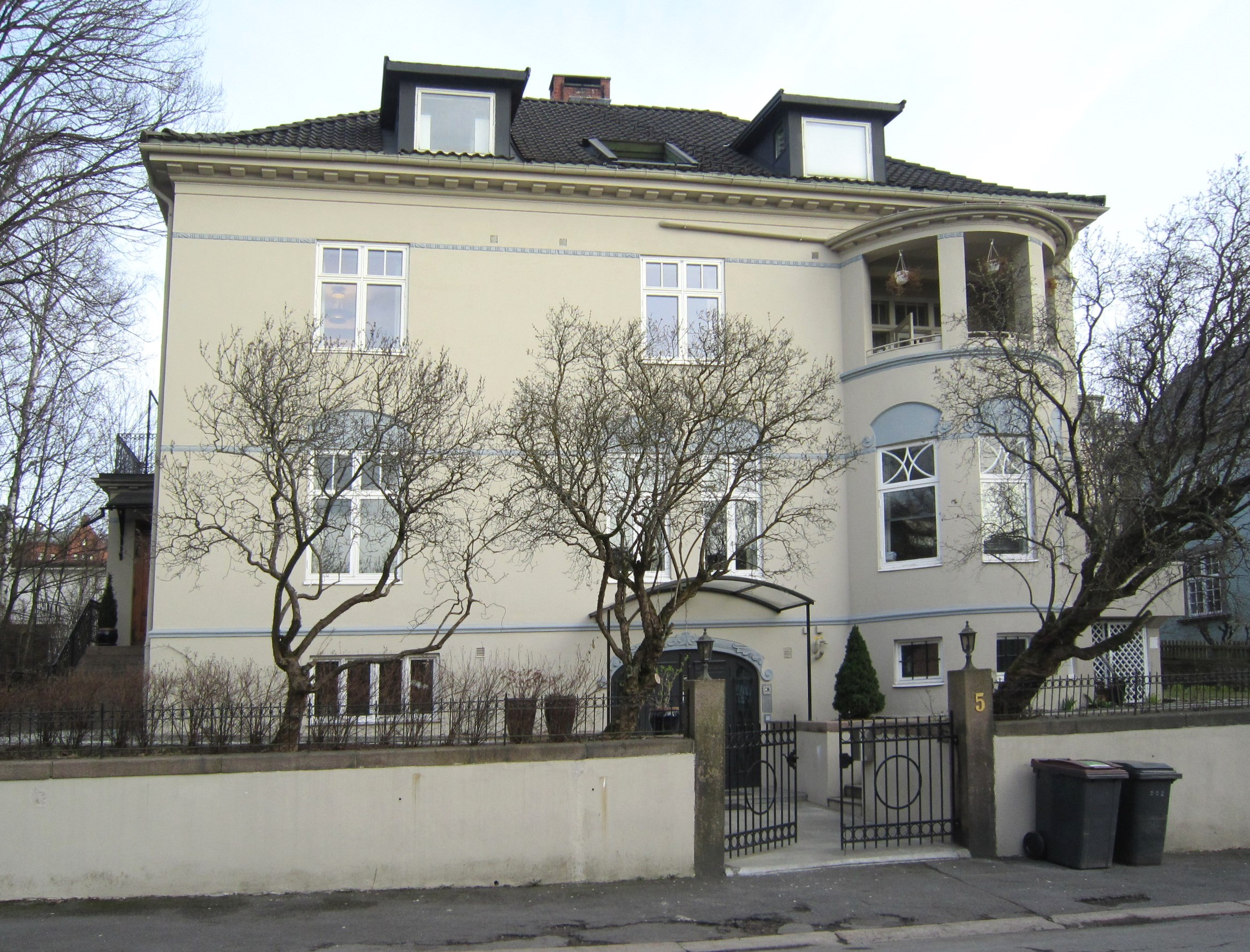
Ambassade à Oslo.
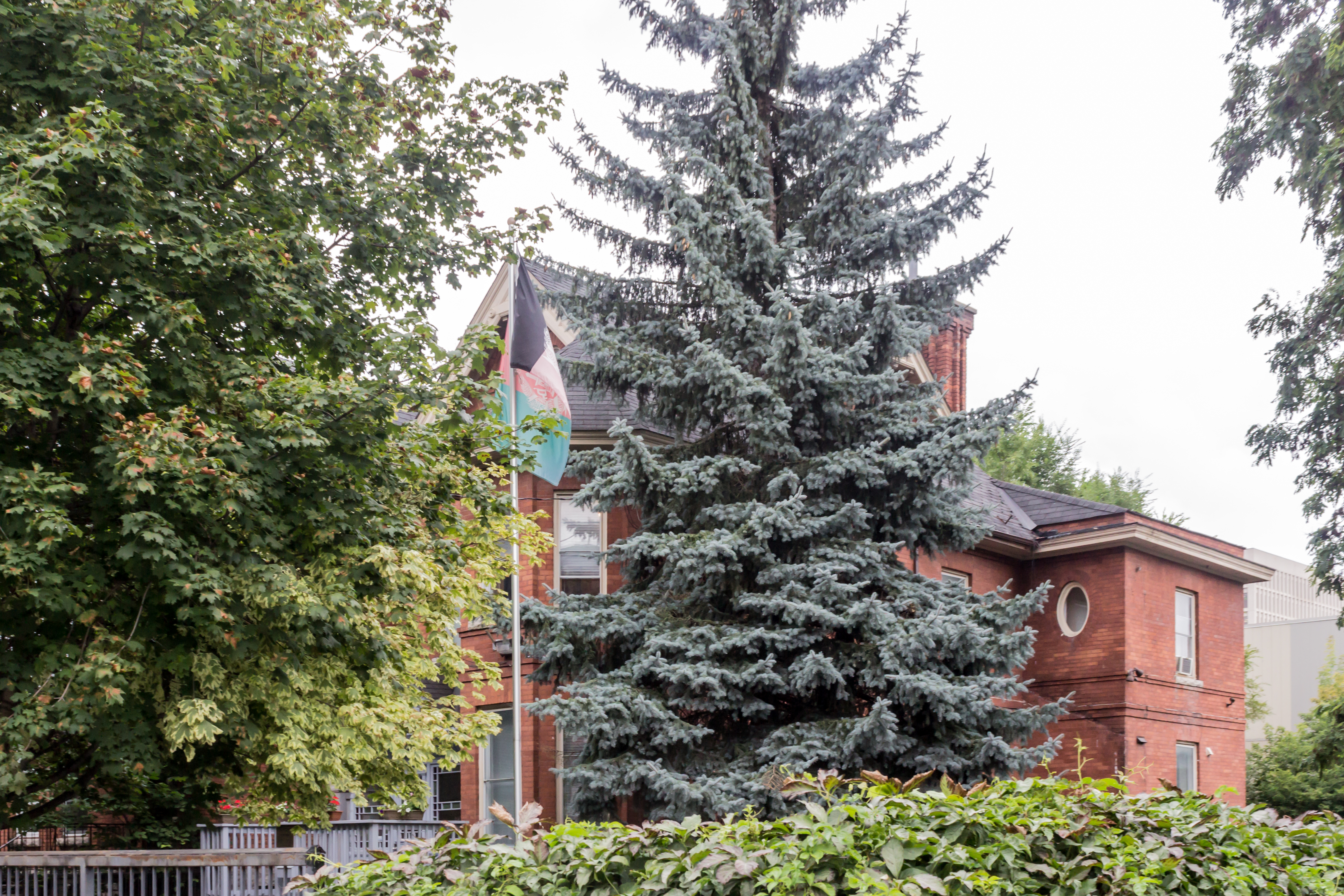
Ambassade à Ottawa.
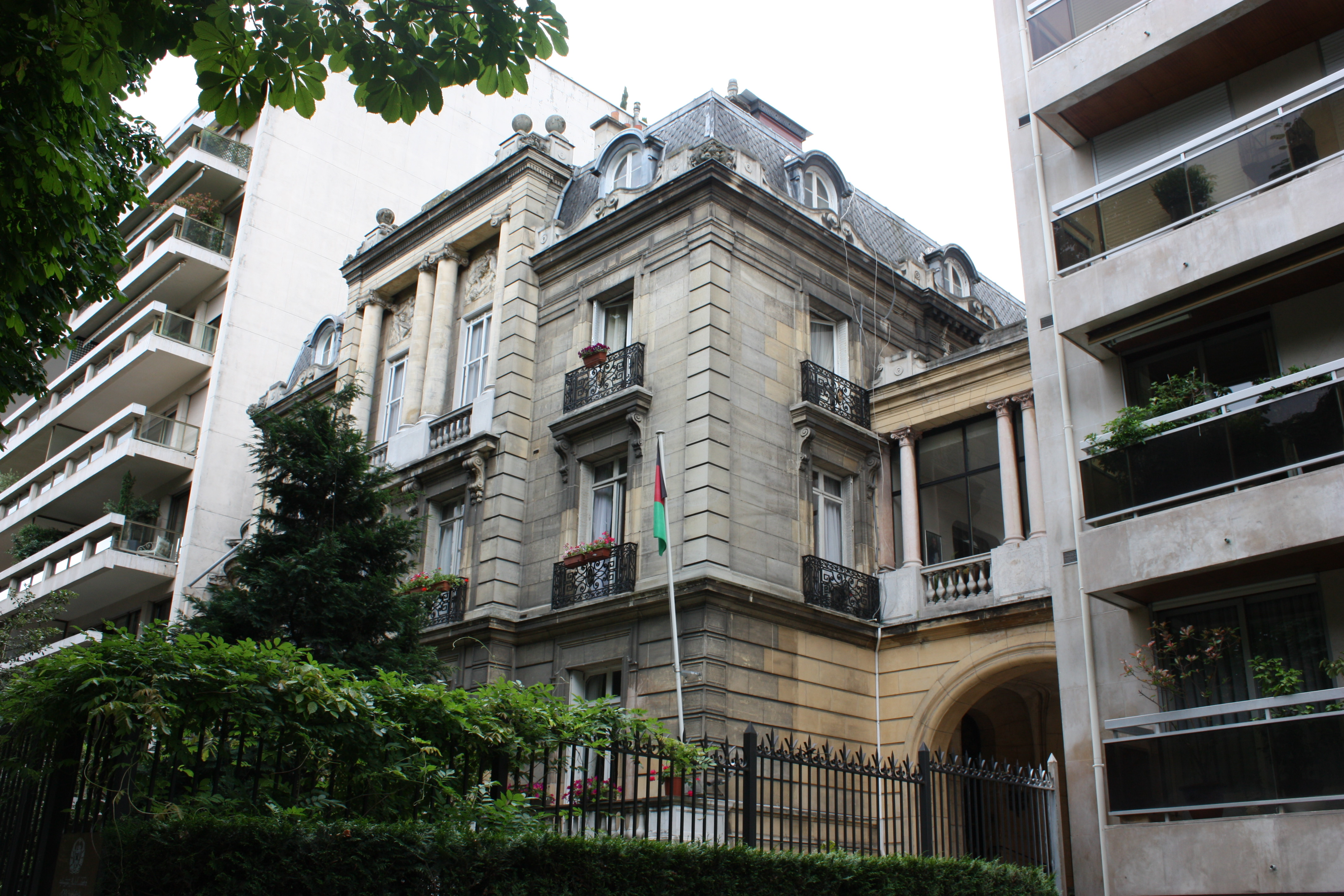
Ambassade à Paris.
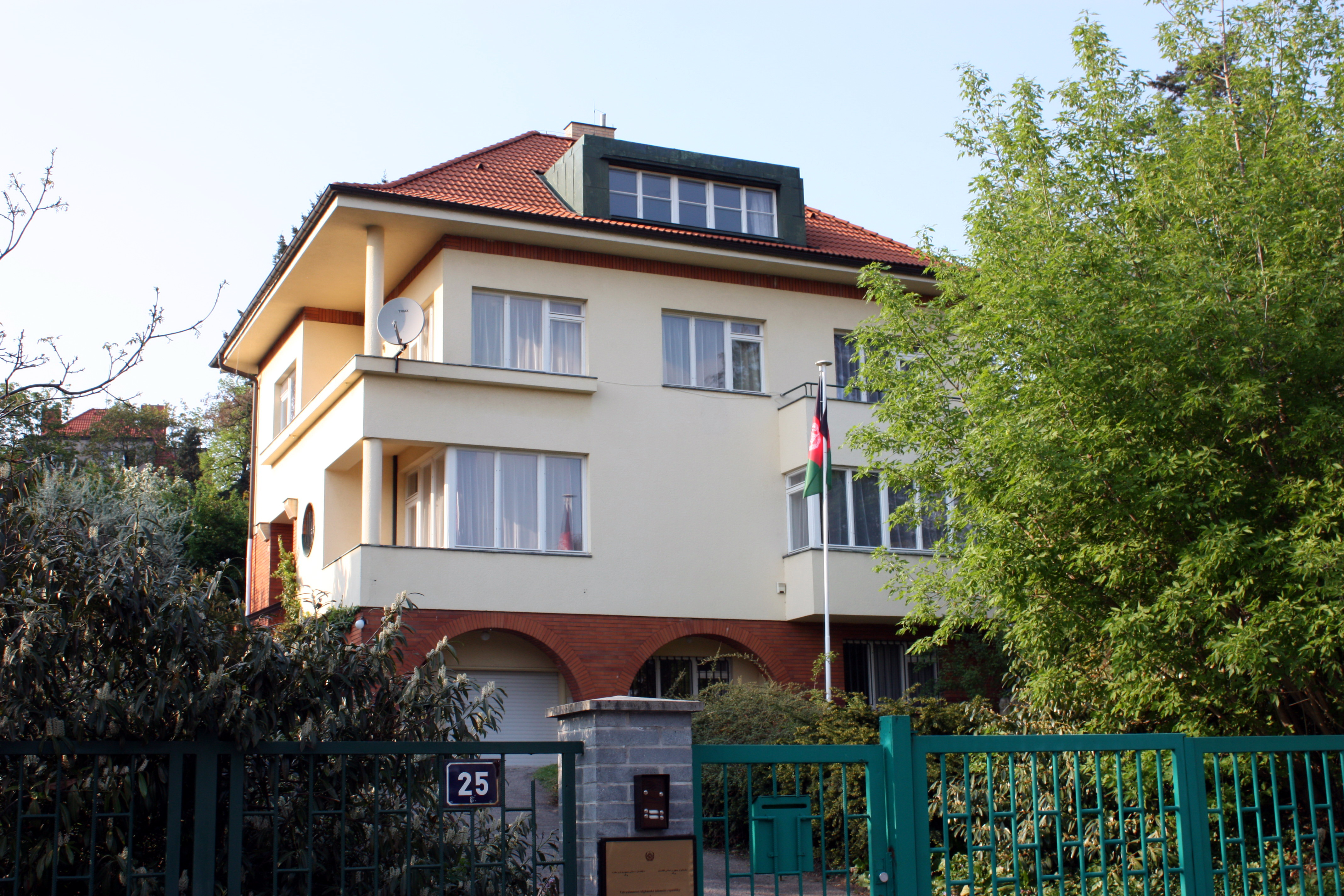
Ambassade à Prague.
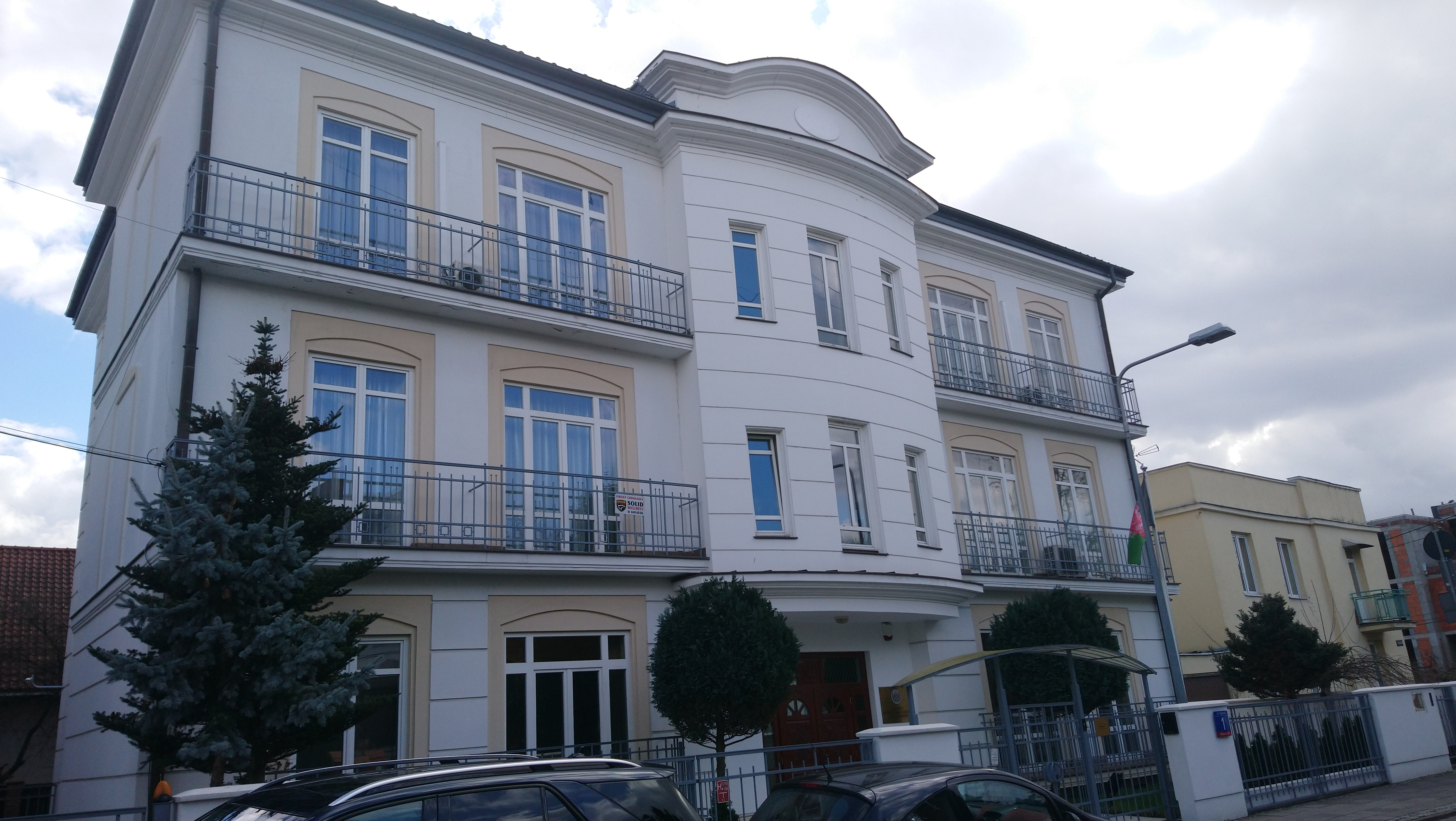
Ambassade à Varsovie.
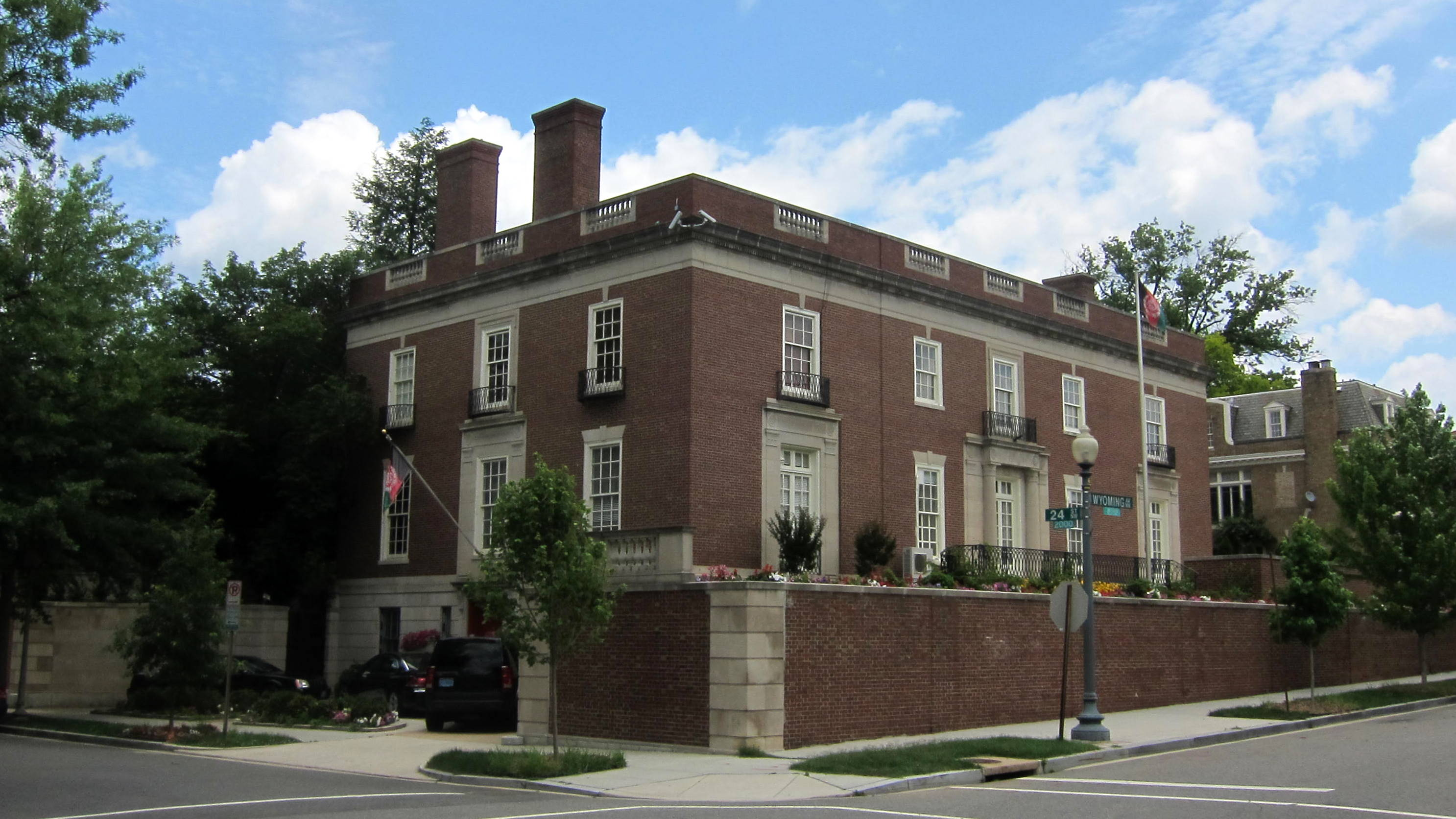
Ambassade à Washington.